# Mercyful Fate
Mercyful Fate és un influent grup danès de heavy metal sovint citat per les seves influències en el black metal, thrash metal, power metal i progressive metal. En la seva fosca lírica es poden trobar temes sobre misses negres i d'adoració al dimoni. La música té un paper important amb melodies lentes i ràpides, també es pot apreciar un marcat metal progressiu en els seus ritmes (com en el tema Satan's Fall).
Està liderat pel carismàtic King Diamond, pseudònim de Kim Bendix Petersen, que va afavorir el creixement de l'escena black metal escandinau.
Fundat a Copenhague el 1980, van contribuir a l'auge de l'escena "metalera" europea de l'època i influenciar a un gran nombre de bandes posteriors (com són Raunchy i Mnemic), cridant l'atenció dels joves pels seus poderosos, sinistres i emocionants temes, gràcies a l'habilitat del guitarrista Hank Shermann (nom real Rene Krolmark) i destacant la particularitat vocal de King Diamond.

## Carrera
El 1982, la banda grava el seu primer material EP, gravat pel segell danès Rave On.
Després d'EP, Mercyful Fate grava el seu primer disc Melissa el 1983, i el 1984 el seu segon Don't Break the Oath, els quals són considerats actualment clàssics del Heavy metal i del Black metal.
Després del Tour de Don't Break the Oath, King Diamond se separa de Mercyful Fate com a resultat de les seves diferències creatives amb Hank Shermann. Diamond convenç als seus companys Hansen i Denner de crear una nova banda sota el seu propi nom. La nova aventura de King Diamond continuaria la tradició de Mercyful Fate però amb un so més melòdic i un afegit conceptual. En resposta Hank Sherman va crear la banda Fate, la qual va seguir un so més proper a AOR.

### Reunió
El juliol del 1992, la banda es va reformar i va signar un contracte amb la discogràfica de Brian Slagels, Metal Blade Records. Tots els membres originals van tornar amb l'excepció de Kim Ruzz, que va ser substituït per Morten Nielsen) es van reunir i van llançar In the Shadows en 1993. En l'àlbum va aparèixer una re-enregistrament de "Return of the Vampire", amb el bateria de Metallica i fan de Mercyful Fate Lars Ulrich tocant en el tema. En els anys següents, la banda llançà quatre discos més, juntament amb l'últim 9. En aquests anys els membres van entrar i van sortir de la banda; Michael Denner va ser substituït per Mike Wead, el bateria Morten Nielsen va ser substituït per Snowy Shaw qui va ser substituït per Bjarne Holm, el baixista Timi Hansen se'n va anar ràpidament i va ser substituït per Sharlee D'Angelo. Després del llançament de 9, King Diamond va poder la banda en espera per a continuar la seva carrera solista. Shermann, Denner, Holm i Hal Patino van formar Force of Evil amb el vocalista danès Martin Steene (ex- Iron Fire, Nightlight, i guitarrista per a Switchblade).

## Membres

### Membres actuals
- King Diamond (Kim Bendix Petersen) - cantant, teclat
- Mike Wead (Mikael Wikström) - guitarra
- Hank Shermann (Rene Krolmark) - guitarra, baix elèctric
- Bjarne T. Holm (Bob Lance) - bateria
- Sharlee D'Angelo (Charles Peter Andreason) - baix elèctric

### Membres de sessió
- Lars Ulrich - bateria

## Discografia
| Àlbums d'estudi - Melissa (1983) - Don't Break the Oath (1984) - In the Shadows (1993) - Time (1994) - Into the Unknown (1996) - Dead Again (1998) - 9 (1999) | Àlbums de compilació - The Beginning (1987) - Return of the Vampire (1992) - A Dangerous Meeting (1992) - The Best of Mercyful Fate (2003) Extended plays - The Mercyful Fate (1982) - The Bell Witch (1994) |